# San Lorenzo Cuauhtenco, Almoloya de Juárez
San Lorenzo Cuauhtenco är en ort i Mexiko, tillhörande kommunen Almoloya de Juárez i den västra delen av delstaten Mexiko, i den centrala delen av landet. Orten hade 2 034 invånare vid folkräkningen 2010.